# Athelia bambusae
Athelia bambusae är en svampart som beskrevs av Gilb. & Adask. 1993. Athelia bambusae ingår i släktet Athelia och familjen Atheliaceae.   Inga underarter finns listade i Catalogue of Life.